# 前田護郎
前田 護郎（まえだ ごろう、1915年6月17日 - 1980年4月17日）は、新約聖書学者、東京大学名誉教授。
姪は国文学者で学習院女子大学名誉教授の永井和子。

## 生涯
第一高等学校を経て、学生時代から塚本虎二のもとで聖書と信仰を学ぶ。1937年東京帝国大学文学部言語学科卒業後、ドイツに留学、マールブルク大学で文学博士取得、ボン大学、ジュネーヴ大学、イェール大学の講師を経て1950年帰国、1959年「言語と福音」で東大文学博士。東大教養学部助教授、教授を務め、1976年定年退官し、名誉教授。
1953年から無教会世田ヶ谷聖書会を主宰し、月刊『聖書愛読』を刊行した。

## 著書
- 新約聖書概説　岩波書店〈岩波全書〉 1956年、1980年、新装版2005年
- 若き日の欧州記　学生社新書 1957年
- ことばと聖書　岩波書店 1963年
- 前田護郎選集（全4巻） 教文館　2007年-2008年

1. 聖書の思想と言語
2. 聖書の研究
3. 真理愛の拠点
4. 希望の福音

## 共編
- 新しいいのちを求めて 関根正雄 山本書店 1979年6月
- 聖典 中公クラシックスコメンタリィ 2008年－下記の「世界の名著」解説

## 翻訳
- キリストと時 原始キリスト教の時間観及び歴史観　O.クルマン 岩波書店 1954年、再版1962年
- ヒルティ著作集第3巻　幸福論3 杉山好共訳 白水社 1959年、新版1978年ほか
- 新約聖書 中央公論社〈世界の名著〉12 1968年、のち新装版・中公バックス
- 新約聖書 中央公論社 1983年 - 完訳版
- 新約聖書 前田護郎選集別巻 教文館 2009年